# 天主教阿肯里教区
天主教阿肯里教區（拉丁語：Dioecesis Achadensis）是羅馬天主教在愛爾蘭的一個教區，屬蒂厄姆總教區。
範圍包括梅奧郡、斯萊戈郡和羅斯康芒郡的一部份。2011年，在當地36,700人口中，有教友35,100人，佔轄區總人口95.6%、23個堂區、50名司鐸、1名修士、84名修女。
560年由聖納蒂開教。1152年成立教區。1801年教座遷至巴拉哈德林。
現任主教為保祿·德姆普西。